# J.D. (personaggio)
(John Dorian a Bob Kelso)
Il dottor John Michael Dorian, meglio noto come J.D., è il protagonista della serie televisiva statunitense Scrubs - Medici ai primi ferri, interpretato da Zach Braff. Il personaggio è stato ispirato da Jonathan Doris, consulente medico della serie e compagno di college del produttore Bill Lawrence. Nell'ultima scena del 25mo e ultimo episodio della 4ª stagione, J.D. si presenta a una ragazza che piomba nel suo appartamento cadendo dal soffitto dentro una vasca da bagno come "Jonathan".

## Storia familiare
J.D. è il figlio più giovane di Sam Dorian (interpretato da John Ritter) e di Barbara Turner; ha un fratello maggiore di nome Dan (Tom Cavanagh), con il quale non va molto d'accordo. In una delle puntate viene rivelato che i genitori si aspettavano una femmina e l'hanno chiamato Joenna fino ai tre anni.
I suoi genitori hanno divorziato quando aveva solo sette anni e Sam ha lasciato la casa di Trotwood, nell'Ohio; da allora Barbara si è risposata sette volte, comportamento che J.D. non ha mai digerito, inoltre Barbara era solita coccolarlo troppo di conseguenza J.D. in età adulta è diventato inconsapevolmente pretenzioso con le donne. Sembra aver sofferto molto a causa del divorzio dei genitori e forse questo è uno dei motivi della sua insicurezza nelle relazioni sentimentali.
Sam è un rappresentante di articoli per ufficio e non è stato molto presente nella vita del figlio oltre al fatto che non è mai stato un uomo di successo, tanto che quando J.D. era piccolo Sam non aveva nemmeno abbastanza soldi da comprargli una bicicletta: questo ha spinto J.D. a cercare nella figura del dottor Cox il padre che ha sempre desiderato. Dopo che l'attore che lo impersonava, John Ritter, muore l'11 settembre 2003, nella quarta stagione viene fatto morire anche il personaggio. La notizia viene annunciata al figlio da suo fratello Dan, il quale reca con sé una torta come da tradizione di famiglia.

## Carriera al Sacro Cuore
All'ospedale Sacro Cuore J.D. si ritrova a lavorare come specializzando (al primo anno), successivamente come assistente (dal secondo al quarto anno), per poi diventare medico di ruolo nel reparto di medicina interna. Durante il quarto anno viene nominato supervisore assieme a Elliot, ma, a causa di una delle tante vendette dell'Inserviente, gli viene attribuito l'appellativo di co-supervisore, ponendolo di fatto in una condizione d'inferiorità. Inizia a lavorare come medico internista di ruolo dalla fine della quarta stagione.
J.D., Elliot, Turk e Carla lavorano tutti assieme e hanno tutti imparato a dipendere l'uno dall'altro come colleghi e come amici. Durante tutta la serie J.D. ha inoltre avuto un rapporto eterodosso con il dottor Cox, che, regolarmente, lo sgrida, lo maltratta e lo umilia, riferendosi a lui come "pivello" o con una serie di nomi femminili (o, per una puntata, con nomi di cani). In rari momenti, tuttavia, Cox ha mostrato una preoccupazione e un rispetto genuini per lui e ciò ha fatto in modo che il giovane medico pensasse a lui come a un mentore.
Malgrado i suoi numerosi difetti, i suoi capricci e le sue insicurezze, J.D. è descritto durante la serie come un medico molto competente: Carla e Cox riconoscono che ha intuizioni molto buone, molta determinazione e molto entusiasmo per il suo lavoro, oltre che uno spiccato talento per le diagnosi. Le sue maniere gentili con i pazienti sono contrapposte a quelle di Elliot, che è descritta come "troppo fredda e simile a una macchina", e riesce spesso a vincere la riservatezza del paziente con la sua affabilità; inoltre, tende sempre a preoccuparsi molto per i suoi pazienti e spesso cerca di curarli senza badare ai possibili costi o rischi: come lo stesso Cox dice alla dirigenza dell'ospedale nell'episodio I miei quindici minuti, «Si preoccupa. Probabilmente si preoccupa troppo, ma è assolutamente qualcuno che non desidererei perdere».

## Stranezze

### Fantasie
J.D. fa quasi sempre dei sogni a occhi aperti in cui realizza ciò che ha appena pensato, spesso con forti dosi di surrealismo: queste fantasie sono improvvise e impreviste e lo estraniano dal mondo intorno a lui, facendogli perdere il filo della conversazione o degli eventi. Le fantasie possono riguardare qualunque argomento: cibo (sognare di mangiare un Turk di cioccolato), la vita in ospedale (sogna di andare nel paradiso dei suoi pazienti deceduti) o vita privata (spesso sogna Cox nelle vesti di suo padre).
La coscienza di J.D. si manifesta come un grasso professore in tuta e con la testa da coniglio. Il dottore spiega che questa forma l'ha elaborata in modo che la sua stessa coscienza gli facesse paura: ha scelto il professore in tuta perché era spaventato dall'insegnante di educazione fisica delle superiori e il coniglio perché una volta, mangiandone uno, gli vennero i vermi nello stomaco.
Queste sue fantasie rispecchiano anche le emozioni di coloro che gli stanno vicino, capita infatti che J.D. riesca a comprendere le reazioni sia psicologiche che emozionali degli altri (che si tratti di rabbia, eccitazione o delusione) e che fantastichi su come loro reagiscono, in scenari irreali e con forti dosi di esagerazione, ma che effettivamente riflettono esattamente lo stato d'animo del diretto interessato, ciò denota che a dispetto della natura egocentrica del personaggio, J.D. possiede uno spiccato senso dell'empatia.
Talvolta J.D. riporta alla mente eventi realmente successi; lui stesso afferma: «A volte ho un monologo interiore che mi ronza nella testa». Anche se J.D. non è l'unico ad avere questo tipo di fantasie, le sue sono quelle proposte più spesso, visto anche che la narrazione di tutti gli episodi (a parte poche eccezioni) è affidata a lui. Al termine di quasi tutte le fantasie, J.D. dice una frase che riguarda la fantasia stessa non inerente al discorso iniziale. La sua fantasia più frequente riguarda le donne, quando incontra per la prima volta una bella donna immagina di guardarla mentre i suoi capelli ondeggiano a rallentatore.

### Pensieri
I pensieri di J.D. sono un elemento dominante nella serie, quanto le sue fantasie. La voce nella sua mente ha anche il ruolo di voce narrante di quasi tutti gli episodi. Spesso quando è assorto nell'ascoltare i suoi pensieri ha l'abitudine di alzare leggermente lo sguardo verso l'alto. In Il mio vecchio si scopre che fin da ragazzo era solito ascoltare la voce dei suoi pensieri, come afferma il padre Sam «credevo che crescendo avessi smesso».
Curioso notare come i pensieri di J.D. siano una chiara metafora del rapporto conflittuale che lui ha con sé stesso, ad esempio la voce del suo pensiero si manifesta quando J.D. affronta un momento di tensione o davanti a degli imprevisti e essa cerca di dargli degli utili consigli, ma J.D. in preda all'agitazione finisce sempre per fare l'esatto opposto di quello che il proprio pensiero gli suggerisce.
Il pensiero di J.D. riflette spesso la natura meschina e insicura del suo carattere, che lui cerca di celare, tuttavia nell'ottava stagione dà segno ormai di non essere più così assoggettato dalla voce dei suoi pensieri, probabilmente perché ormai J.D. è più maturo e più consapevole di ciò che vuole, tanto che nell'episodio Il mio posto felice quando Elliot gli domanda se lui è ancora così ossessionato dal suo pensiero interiore lui le risponde «sì ma molto meno».

### Soprannomi
Durante il corso della serie J.D. ha avuto moltissimi soprannomi; i più ricorrenti sono stati: "pivello" da Cox, "Bambi" da Carla, "coso" da Turk e "golosino" dall'Inserviente. Cox è colui che ne ha usati di più, nella gran parte dei quali femminili: questa abitudine è nata da un'idea di John C. McGinley ed è una cosa che fa anche nella vita reale.

### Mezzi di trasporto
Il suo principale mezzo di trasporto è uno scooter blu di nome Sasha: è così legato a questo mezzo da portare un braccialetto con inciso: «Sasha per sempre». J.D. compie molte acrobazie con il suo mezzo di trasporto, facendolo fermare, volare, schiantare o attraversando qualsiasi cosa. In un'occasione è stato preso a rivoltellate dalla polizia durante un arresto, mentre in un'altra ha centrato un'enorme pozzanghera che in realtà portava nei cunicoli sotterranei dell'ospedale, dove dice di avere incontrato un tricheco di nome Julian.
Come rimpiazzo ha una bicicletta blu, distrutta in seguito dall'inserviente e da Troy, l'impiegato della mensa, dopo che li tenne occupati tutta una giornata con un indovinello al quale non hanno saputo rispondere. La bicicletta successiva gli è stata distrutta nello stesso modo nell'episodio Il mio déjà vu. Su ciascuna delle due J.D. indossa volentieri il suo "supercasco", un casco più alto del normale che gli mantiene i capelli in piega. Il suo primo veicolo era una Volvo rosso bordeaux chiamata Malik, che successivamente è stata sostituita da Sasha, dopo che Malik bruciò a causa di Turk. Nella settima serie gli viene inoltre regalata dal fratello Dan una Toyota Prius, fatto però lo scombussola in quanto suo fratello si è realizzato finanziariamente. Inizialmente J.D. rifiuta il regalo del fratello e rompe il parabrezza con un cestino, ma successivamente lo accetta, anche se non riesce ad avviare l'auto stessa. Questo regalo gli tornerà comunque molto utile, in quanto con essa potrà portare con sé il figlio Sam.

### Altro
J.D. crede nel karma, anche se in alcune occasioni ha affermato di essere cristiano, sebbene fosse originalmente ateo. In un episodio è diventato un Hare Krishna, in un altro ha progettato di convertirsi al buddismo e in alcune occasioni ha fatto casuali riferimenti ad altre religioni («Santo Visnù!», «Ha la forma di una menorah nel ghiaccio» ecc.).
Colleziona sciarpe, ama i braccialetti alle caramelle, chiede spesso aiuto per le scelte importanti della sua vita a un unicorno a dondolo di nome Justin e il suo drink preferito è l'"appletini" (Martini alla mela), anche se occasionalmente beve il "peachtini" (Martini alla pesca).
Ha una certa fissazione per il suo sedere, che reputa bello e sodo, anche se in un episodio sogna di farsi trapiantare il sedere di Turk per costruirsi "un corpo da urlo". Nella puntata La mia transizione è stato rivelato che il suo testicolo sinistro è significativamente più piccolo di quello destro.
Soffre di uno strano riflesso nervoso che gli causa svenimenti quando esegue estremi sforzi addominali: difatti sviene quando si sforza in bagno. Tale fenomeno esiste anche nella realtà, si tratterebbe di una sincope neuromediata di tipo situazionale.
J.D. è impaurito dagli squali, dalle mongolfiere, dalle scale mobili, dalle libellule, dai cuccioli e dalle monetine, in quanto, proprio a causa di una di esse, è iniziata l'eterna lotta con l'Inserviente. È inoltre particolarmente negato per la pallacanestro, la politica e la geografia.

## Rapporti con altri personaggi
Esclusi i personaggi principali J.D. non conosce i nomi di coloro che frequentano l'ospedale finché, per una scommessa con l'Inserviente, non li impara tutti in un solo giorno. J.D. perderà comunque la scommessa non ricordando il vero nome dell'Inserviente.
Nella quinta stagione scopre di non riuscire a vedere le donne sposate: quando Turk chiede a tutte le donne sposate presenti di togliersi la fede dal dito compaiono una trentina di donne che prima erano invisibili, fra cui Lisa, la ragazza dello spaccio con cui J.D. era uscito anni prima e che credeva morta.

### Turk
Turk e J.D. sono compagni fin dai tempi del college e la loro è un'amicizia molto solida. Sono soliti darsi dei soprannomi reciproci, fare giochi (spesso insulsi) insieme e passare molto del loro tempo uniti. Questa loro unione è stata, nei primi mesi del matrimonio tra Turk e Carla, motivo d'imbarazzi e discussioni, ma con il tempo anche queste divergenze sono state appianate, essendo J.D. un grande amico anche dell'infermiera. J.D. afferma che Turk è stato e continua a essere uno dei suoi punti di riferimento, mentre il chirurgo non manca mai di dare una mano al suo migliore amico, il più delle volte in ambito amoroso. Nonostante piccoli episodi del passato, la loro amicizia si è dimostrata uno dei legami più forti della serie, corroborata anche dal fatto che J.D. è stato il testimone di nozze di Turk. A causa di una scommessa persa con il chirurgo J.D. ha dovuto aggiungere Gylligan come terzo nome a suo figlio Sam. Non è raro che i due a volte vengano confusi per una coppia gay, ciò è anche dovuto alle loro continue e ripetute manifestazioni d'affetto, J.D. a tratti sembra persino innamorato di lui come viene sottolineato da Elliot in La mia "palla ballerina" addirittura lo definisce persino "l'amore della mia vita" in Le nostre storie.

### Elliot
(John Dorian, Il mio primo giorno)
J.D. e Elliot diventano amici il giorno del loro ingresso al Sacro Cuore e manifestano subito una certa attrazione. Durante le prime tre stagioni, J.D. è andato a letto almeno una volta con Elliot in ogni stagione. Nella terza stagione, quando vengono scoperti ad avere ancora rapporti sessuali, Carla chiede: «È già quel periodo dell'anno?».
Già dal primo episodio Elliot e J.D. provano forte attrazione l'uno per l'altra, ma l'atteggiamento competitivo di lei impedisce di formare subito un rapporto. Dopo essere stati interrotti mentre stavano per baciarsi J.D. non riesce a ottenere da Elliot il bacio lasciato in sospeso nell'arco delle 48 ore successive e approda così nella "zona amici". Quando J.D. esce con l'assistente sociale Alex Hanson, Elliot cerca di metterlo in guardia sulla possibilità che Alex sia una tossicomane, ma J.D. interpreta il suo atteggiamento come gelosia. Quando J.D. capisce che Elliot ha ragione, si rifidanza con quest'ultima e la nuova coppia trascorre l'intera giornata avendo rapporti sessuali. Tuttavia i due cominciano a litigare e i loro litigi diventano sempre più violenti. I due si rendono conto che non funzionano come coppia: a colloquio con una psicologa dell'ospedale, J.D. spiega che secondo lui "è più facile non essere amici della propria donna". Il dottor Cox, alla fine dell'episodio, riassume così il tutto: «I rapporti non funzionano come li vediamo alla TV». I due si lasciano quasi subito, per poi tornare amici grazie alla mediazione di Turk. Tuttavia, alla fine della prima stagione, Jordan rivela a J.D. che Elliot prova ancora sentimenti per lui.
Nell'episodio Il mio mostro, quando Elliot viene sfrattata, accetta riluttante l'aiuto di J.D. e acconsente a trasferirsi da lui e Turk. J.D. precedentemente aveva avuto difficoltà nelle situazioni intime con Lisa, la ragazza dello spaccio, dovuto ai ricordi poco piacevoli sull'ospedale. Si rende conto improvvisamente che prova ancora qualcosa per Elliot e i due vanno a letto. Per evitare il disastro del loro rapporto precedente, decidono di essere solo "compagni del sesso". Ma già alla fine della puntata appare chiaro il conflitto d'interessi: J.D. desidera iniziare un rapporto reale, ma Elliot non ne ha intenzione. Il giovane accetta la sua volontà senza comunicarle i suoi sentimenti, presumibilmente desiderando di conservare ancora la loro amicizia.
J.D. accantona i suoi sentimenti per Elliot fino alla terza stagione, in cui, ne La mia ragazza americana, li ritira fuori dopo il radicale cambiamento di aspetto della collega. Tuttavia, nella medesima stagione, Elliot rincontra la sua vecchia fiamma Sean e mentre la loro relazione fiorisce, J.D. non manifesta i suoi sentimenti. Tuttavia, ne La sua storia II, un paziente di Elliot le fa notare quanto J.D. si dia da fare per lei e lei si rende conto di quanto ciò sia importante. I due fanno poi l'amore nell'appartamento di J.D. Subito dopo il rapporto Sean ritorna ed Elliot torna da lui immediatamente. J.D. ci rimane molto male, ma acconsente a non dire niente a Sean nell'interesse di Elliot, per mantenere il loro rapporto.
Tuttavia, in Il mio difetto, quando Sean sta per traslocare da Elliot J.D. le dichiara finalmente il suo amore e quando la giovane finalmente gli dice di amarlo, egli si rende conto che in effetti non l'ama. Il giovane medico analizza questo aspetto ne Il mio esame di coscienza e giunge alla conclusione che anche se Elliot è perfetta per lui sulla carta, semplicemente non vede in lei le cose che Turk vede in Carla. Dopo aver deciso di rimanere con lei per il resto della vita, cambia idea e le confessa tutto. A Elliot si spezza il cuore, è furiosa con J.D. e occorrerà molto tempo affinché la loro amicizia si ripari.
In Il mio comune nemico, dopo il loro terzo rapporto fallito, i due si rendono conto che avevano perso tutti i reciproci sentimenti e avevano deciso di rimanere amici, anche se la loro amicizia è ancora molto intima. Nell'episodio La mia lista J.D. si è trasferito da Elliot. La loro conoscenza reciproca rende ciascuno di loro un amico molto importante per l'altro e i due possono sembrare occasionalmente più vicini fra di loro che non Turk e Carla.
Anche se sembrano avere superato quel momento J.D. ancora sembra essere geloso dei fidanzati di Elliot, finanche al punto di cominciare a odiare il suo miglior specializzando, Keith Dudemeister, che si fidanza con Elliot. Quando Keith chiede a Elliot di sposarlo si scopre che J.D. è ancora pazzo di lei («Avrei dovuto essere io» dice a Elliot mentre questa esce dall'ospedale). I due arriveranno quasi a baciarsi, senza concludere nulla e senza mettersi insieme, anche se nella settima serie, mentre i due sono ancora amici, Turk dirà a Carla che secondo lui torneranno insieme entro cinque settimane e infatti la coppia si riunirà stabilmente durante l'ottava serie.
Nel flashforward di J.D. nell'ultima puntata dell'ottava serie (Il mio finale) J.D. ed Elliot si sposano e avranno una bambina.
Nella nona stagione la sua ultima fantasia si avvererà. Già dalla prima puntata, infatti, si scopre che nel lasso di tempo tra l'ottava e la nona stagione J.D. ha sposato Elliot e che lei è al settimo mese di gravidanza.

### Carla
J.D. e Carla sono buoni amici durante la serie, con Carla che gli fa molteplici raccomandazioni e che gli affibbia un affettuoso soprannome, Bambi. Tuttavia, nell'episodio Il mio soprannome, J.D. offende Carla e mette a repentaglio il loro rapporto medico-infermiera. I due si sono baciati, una volta, nella quarta stagione (evento descritto come un "incidente dovuto all'ubriachezza") mentre il giovane stava provando a ricucire i rapporti fra l'infermiera e Turk. Carla ha smesso di chiamare J.D. "Bambi" all'inizio della quarta stagione, probabilmente dovuto al fatto che lo rispetta come medico. Nell'ultimo episodio nell'ottava stagione, quando Carla dice addio a J.D. gli spiega finalmente il significato del soprannome: «Tu per me eri Bambi... Ti serviva qualcuno che ti aiutasse a camminare».

### Perry Cox
J.D. vede il dottor Cox come suo mentore, nonostante questi gli offra davvero raramente elogi e riconoscimenti. Sovente Cox gli rinfaccia quanto trovi insopportabili i suoi comportamenti effemminati. Tuttavia, Cox promette a Dan, il fratello di J.D., di essere il suo modello perché Dan non riesce a esserlo.
J.D. ha avuto un rapporto sessuale con Jordan, l'ex moglie del dottor Cox, prima di venire a conoscenza della loro storia.
Un momento molto profondo del loro rapporto si presenta alla fine di Il crollo del mio idolo, episodio in cui Cox ringrazia J.D., chiamandolo con il suo vero nome, e gli dona una genuina pacca sulla spalla dopo che quest'ultimo lo ha spinto fuori da una seria depressione. Questo evento richiama anche un episodio precedente (La mia torta) nel quale è J.D. a ricevere l'aiuto del dottor Cox per superare la morte del padre (dopo avere ricevuto dal mentore un pugno in faccia).
J.D., inoltre, diventa molto geloso quando viene a sapere che il dottor Cox è diventato "consulente e consigliere speciale" per gli specializzandi, quello che J.D. ha sempre desiderato per sé. Imbattendosi in un (falso) momento d'intimità tra Cox e gli specializzandi, il giovane restituisce "la matita" che l'uomo gli aveva passato il suo terzo giorno di lavoro al Sacro Cuore e che lui aveva conservato come prova della volontà del medico di fargli da mentore, sebbene questo intento venga esplicitamente negato da Perry stesso.
J.D. ha spesso fantasie sul dottor Cox in veste di padre e prova frequentemente ad avere dei momenti "speciali" con lui, come ottenere un abbraccio quando diventa ufficialmente un medico di ruolo. Nella quarta stagione l'assistente psichiatra Molly Clock dice a J.D. che "il dottor Cox è un maschio alfa introverso da manuale, il che significa che potrai provare per sempre, ma non riuscirai mai a ottenere quell'abbraccio che desideri". Il massimo che J.D. ha ottenuto da Cox è una pacca imbarazzata sulla spalla. Tuttavia, a volte ottiene un abbraccio quando coglie di sorpresa l'uomo e, nell'ultima puntata dell'ottava serie, J.D. ottiene il fatidico abbraccio, anche se Cox è visibilmente seccato.
Ironicamente, anche se Cox tenta di mantenere fuori J.D. dalla sua vita il più possibile, il giovane ancora riesce ad assistere alla maggior parte degli eventi principali nella vita del mentore, quali il funerale del suo migliore amico Ben Sullivan, nonché fratello di Jordan, la sua festa di divorzio e il battesimo del suo primo figlio, Jack. J.D. è inoltre riuscito a convincere Jordan a chiamare la loro seconda figlia Jennifer Dylan, ovvero J.D. Doveva anche esserne il padrino, ma è stato sostituito da Carla.
Nell'ultima puntata dell'ottava serie Cox confessa a Sunny che J.D. "era il medico più abile che sia mai passato per questa discarica ed era mio amico". In quel momento il giovane medico era nascosto dietro a Cox e, dopo essere uscito allo scoperto, ha ottenuto l'abbraccio tanto desiderato.

### L'Inserviente
Durante il suo lavoro al Sacro Cuore e malgrado l'avanzare della sua carriera J.D. viene torturato senza tregua dall'Inserviente. Questo tema è stato il leitmotiv principale di molti episodi; alla fine della prima stagione, un nuovo specializzando al suo primo giorno - che assomiglia a J.D. (essendo impersonato dalla controfigura di Braff) - ha avuto esattamente la stessa conversazione che il giovane medico ebbe con l'inserviente all'inizio della serie, riguardante però una graffetta incastrata anziché un penny. Quando J.D. lascia il Sacro Cuore, però, l'Inserviente lo saluta amichevolmente, ammettendo che gli mancherà.

### I suoi specializzandi
Gli specializzandi ridono alle battute di J.D. solo per la disparità gerarchica; per questo motivo egli pensa di essere molto divertente, ma una volta resosi conto finalmente che stavano ridendo soltanto perché è il capo, chiede loro di ridere soltanto quando una battuta è realmente divertente, ma alla fine cambia idea, visto che nessuna delle sue battute fa ridere.
Nel primo episodio della quinta stagione, I miei specializzandi, Keith, uno degli specializzandi, non viene mai mostrato (le riprese seguono il suo punto di vista) e cerca di trovare il coraggio di parlare con J.D. Nelle puntate successive, però, le sue abilità aumentano rapidamente con il suo bello sguardo, la sua prestante costituzione fisica e la sua abilità medica, attirandosi l'odio di J.D. prima in campo medico e alla fine come avversario in amore quando Elliot l'ha scelto come trastullo (in Il trastullo della mia amica). J.D. infine ha accettato Keith per amicizia verso Elliot e in un episodio dice che, se non fosse il ragazzo di Elliot, non ci sarebbe alcuna tensione tra di loro e sarebbero grandi amici. J.D. inoltre ha avuto uno specializzando che aveva soprannominato "Cavolo". Questi era lo specializzando favorito di J.D., amava particolarmente la sua imitazione della scimmia. Tuttavia, tentando di provare le scarse capacità di Keith, si è reso conto che in realtà era Cavolo a essere un medico incapace e malgrado l'affetto per lui gli ha consigliato di cambiare mestiere.

### Coinvolgimenti romantici
Nonostante i suoi numerosi difetti e i suoi atteggiamenti non proprio virili, J.D. ha potuto avere un certo numero di rapporti romantici e/o sessuali con donne attraenti. Tuttavia un tema corrente nella serie sembra essere la sua incapacità di mantenere un rapporto serio. Oltre a Elliot, alcuni rapporti degni di nota sono stati:
- Jordan Sullivan - episodio Il mio sbaglio: J.D. ha avuto un rapporto sessuale con Jordan prima di scoprire che fosse l'ex moglie del dottor Cox. Anche se tra loro non è accaduto niente di più, quest'episodio è stato ricordato spesso nella serie (per esempio nell'episodio Il mio strazio e in I miei quindici secondi). Jordan sostiene che lei e J.D. (o D.J., come lei lo chiama) non hanno niente a che vedere l'uno con l'altra, nonostante abbiano fatto l'amore. Il solo motivo per cui Jordan è andata a letto con lui è il fatto che J.D. le abbia risposto con autorità ordinandole cosa fare in quanto lei era la sua paziente, è stata inoltre la sola volta in cui J.D. abbia avuto tale coraggio parlando con lei. Inoltre, in un episodio in cui J.D. va nell'appartamento del dottor Cox, una delle amiche di Jordan chiede qualcosa a J.D.; egli le risponde molto rapidamente e lei fa notare a Jordan: «È svelto! Com'è a letto?» e Jordan risponde: «Più svelto».
- Alex Hanson - personaggio che appare negli episodi Il mio appuntamento al buio, Il mio stare in equilibrio, La mia storia di droga, è un'assistente sociale che lavora all'ospedale. J.D. l'ha conosciuta mentre lei si trovava nella macchina della risonanza magnetica e sono usciti insieme, ma il loro rapporto è terminato quando J.D. ha scoperto che la ragazza era una tossicomane. Il loro rapporto si è concluso senza che i due abbiano mai fatto l'amore. Alex è interpretata dall'attrice Elizabeth Bogush.
- Lisa - episodi Il mio mostro, La mia nuova vecchia amica: J.D. è andato a un solo infruttuoso appuntamento con la ragazza dello spaccio, quindi a un altro ancora più infruttuoso. Infine, quando J.D. aveva finalmente vinto le sue paure, ha deciso di non uscire con lei per la terza volta, scegliendo invece di confortare Elliot. Lisa è stata interpretata dall'attrice Sarah Lancaster. J.D. in seguito manda dei fiori alla sua famiglia pensando che sia morta, quando in effetti si è solo sposata (le donne che portano la fede nuziale al dito gli sono invisibili)[10].
- Jamie Moyer - episodi La mia B.S.C., La mia interpretazione, La mia regina del dramma: l'attrazione tra Jamie, detta la "bella sposina del coma" (BSC), e J.D. inizialmente è vista come sbagliata dal giovane dottore perché il marito di Jamie è in coma. Ma dopo la morte dell'uomo possono cominciare a vedersi. Il loro rapporto comincia bene, poi Jamie si rivela un'amante delle scenate e questo crea non pochi problemi a J.D. La donna poi sparisce improvvisamente dalla serie per un motivo sconosciuto. Successivamente verrà spiegato che J.D. ha rotto con lei "per un motivo insignificante". Jamie è stata interpretata dall'attrice Amy Smart.
- Danni Sullivan - episodi Il mio consiglio per te, Il mio taglio netto, La mia scelta delle scelte, Il mio sconvolgimento, Il mio difetto: J.D. e Danni, sorella minore di Jordan, fanno conoscenza constatando le loro somiglianze e il giovane le chiede di uscire. Il dottore ha poi cominciato a farsi prendere dal panico poiché il loro rapporto si stava facendo troppo serio e comincia a studiare come rompere con lei; alla fine però è Danni a lasciarlo, perché J.D. pensava solo a Elliot. Il medico, in seguito, è riuscito a rimettersi con Danni perché Elliot aveva trovato un altro, ma la ragazza era cambiata: prima Danni si mostrava come pensava J.D. la volesse, ma siccome non aveva funzionato questa volta si mostra com'è in realtà. J.D. e la "nuova" Danni non legano bene e così rompono di nuovo. Malgrado la sua apparente ingenuità, Danni ha avuto una delle più belle intuizioni della serie dicendo a J.D. che "se c'è una cosa che sanno tutti è che John Dorian vuole sempre quello che non riesce ad avere", affermazione successivamente confermata dal fatto che quando Elliot rompe con Sean e si rimette con il giovane medico, lui subito non la vuole più. Danni ha fatto una breve apparizione in Il mio sconvolgimento quando suo fratello Ben, nonché migliore amico del dottor Cox, muore e nella quarta stagione in La mia quarantena. Questo personaggio è stato interpretato dall'attrice Tara Reid.
- Molly Clock - episodi La mia ultima chance, La mia botte piena: Molly è una psichiatra amica di Elliot che ha lavorato in ospedale per un po' di tempo. J.D. l'ha baciata per la prima e ultima volta quando si è trovato da solo con lei alla fine di una festa. Tuttavia il rapporto non è andato mai avanti perché Molly, per copulare con J.D., voleva l'approvazione di Elliot, che questa si rifiutava di dare. Molly ha lasciato poi il Sacro Cuore e, quando è ritornata, J.D. l'ha invitata a uscire, ma alla fine l'ha lasciata sola per andare da Kylie (questo fatto però ironicamente sancisce anche la fine del rapporto con Kylie). Molly è stata interpretata da Heather Graham.
- Neena Broderick - episodi La mia difficile decisione, I miei guai con le donne: Neena è una rinomata avvocata, specializzata in casi di malasanità, che ha manipolato J.D. per ottenere dei vantaggi nella cura di suo padre, ricoverato al Sacro Cuore, minacciando una causa se fosse stato commesso qualche errore. Quando lei ha citato in giudizio Turk, il loro rapporto ha incrinato l'amicizia tra i due medici. Neena stava controllando a tal punto J.D. che quest'ultimo ha dovuto assoldare Jordan per aiutarlo a rompere con lei. Questo personaggio è interpretato da Julianna Margulies.
- Kylie - dall'episodio Il mio ippocratico dilemma all'episodio La mia botte piena: J.D. ha conosciuto Kylie al pub in cui lei lavora, ma è rimasto deluso scoprendo che aveva il ragazzo, al quale aveva diagnosticato la gonorrea, prova evidente che tradiva Kylie (poiché i due non avevano mai avuto un rapporto sessuale). Il primo appuntamento tra Kylie e J.D. non è partito molto bene, perché sono rimasti intrappolati in una quarantena per un presunto caso di SARS (La mia quarantena) in ospedale, ma tuttavia ancora concluso bene. Essendo entrambi sempre molto occupati si davano degli appuntamenti lampo nei quali si vedevano solo per baciarsi. Il rifiuto di Kylie di dormire con J.D. l'ha spinto a fare qualche sciocchezza al punto che l'ha quasi tradita con Molly. Quando J.D. se l'è lasciato sfuggire, Kylie ha rotto subito con lui. Kylie è stata interpretata da Chrystee Pharris.
- Julie Quinn - episodi I miei duemila metri quadri, La sua storia IV: J.D. ha conosciuto Julie a un appuntamento al buio e si è reso conto rapidamente di quanto fossero simili e di quanto funzionassero bene assieme; riuscivano addirittura a vincere la tendenza di J.D. a rovinare i momenti romantici e lasciare le ragazze per motivi insignificanti (in questo caso, ad esempio, il fatto che lei dicesse sempre: «Quant'è divertente!» piuttosto che semplicemente ridere a una battuta). Il loro rapporto è cresciuto molto velocemente e sono arrivati addirittura a comprare insieme un appezzamento di terreno e costruirci una veranda. Quando però J.D. parla del loro futuro, lei stessa afferma di non sentirsi per niente pronta ad avere una famiglia almeno per qualche anno e la loro relazione si conclude, per la prima volta per un motivo valido. Julie è stata interpretata da Mandy Moore, fidanzata di Zach Braff all'epoca delle riprese.
- Kim Briggs - dall'episodio La mia urologa all'episodio Il mio viaggio a vuoto: J.D. scopre improvvisamente Kim, urologa, un giorno mentre parla con Turk. Kim lavora al Sacro Cuore già da cinque anni, ma il giovane medico non l'aveva mai vista prima a causa della fede nuziale che lei indossava. Da subito s'interessa a lei, ma ne è deluso quando lei rifiuta di affrontare un intervento rischioso per non rovinare la sua media. Alla fine Kim esegue l'intervento. Dopo un primo disastroso appuntamento e un secondo sulla veranda di J.D., Kim non lo richiama più; dopo due settimane e mezzo lui si reca da lei e lei gli comunica che è incinta. I due decideranno di tenere il bambino, poi lei riceverà un'offerta di lavoro a Tacoma, inizialmente solo di qualche mese e poi definitivo. In seguito dirà a J.D. di aver abortito e si lasceranno, anche a causa della lontananza. In realtà Kim è ancora incinta e il giovane medico lo scoprirà durante una conferenza alla quale parteciperà con Turk. Dopo varie vicissitudini, i due ritornano insieme a causa del bambino, ma J.D. non è più innamorato di Kim (a differenza di lei) e quindi si lasceranno il giorno della nascita di loro figlio Sam. Kim tornerà quindi a lavorare a Los Angeles, ma non al Sacro Cuore, bensì al St. Vincent's. Kim inizierà poi una relazione con Sean, ex fidanzato di Elliot, e legherà con quest'ultima. J.D., alla fine dell'ottava stagione, si trasferirà vicino a casa sua e diventerà nuovamente suo collega quando accetta il posto di direttore sanitario al St. Vincent's per stare più vicino a Sam. Kim è stata interpretata da Elizabeth Banks.